# 姚科
姚科（？—），原名姚宏，毕业于中国传媒大学，是中央人民广播电台退休播音员，曾长期担任《千里共良宵》的主播，也是中央人民广播电台中国之声、经济之声的ID配音员，被誉为“温柔绅士”，他也是央视宣传片“站的更高,所以看的更远"的配音员。

## 家庭
姚科的前妻是中国中央电视台主持人周涛，姚科比周涛大三届，两人因感情问题不欢而散。两人离婚后，周涛和文化产业商人路云结婚。

## 风格
姚科的声音富有磁性，其语句抵达人的灵魂，动人心魄，富含哲理。

## 作品

### 广播节目
- 《海外乐坛》
- 《音乐大世界》
- 《子夜星河》
- 《民歌中国》
- 《千里共良宵》

### 解说作品
- 《历史的天空》
- 《菊花香》
- 《狼烟北平》
- 《毛泽东和朝鲜战争》
- 周德东恐怖小说系列
- 《鲁滨逊漂流记》